# Bočiar
Bočiar (in ungherese Bocsárd) è un comune della Slovacchia facente parte del distretto di Košice-okolie, nella regione di Košice.